# Tesseract
Tesseract – brytyjski zespół muzyczny wykonujący metal progresywny. Został założony w 2003 roku w Milton Keynes przez gitarzystę Aleca Kahneya.
Debiutancki album formacji zatytułowany One ukazał się 22 marca 2011 roku nakładem wytwórni muzycznej Century Media Records. Nagrania były promowane teledyskami do utworów "Nascent" i "Eden 2.0". Wydawnictwo uplasował się na 38. miejscu listy Billboard Heatseekers Albums w Stanach Zjednoczonych sprzedając się w nakładzie niewiele ponad 1 tys. kopii w tydzień od dnia premiery.
27 maja 2013 roku do sprzedaży trafiło drugie wydawnictwo grupy pt. Altered State. W ramach promocji do pochodzących z płyty piosenek "Singularity", "Nocturne" i "Of Matter" zostały zrealizowane wideoklipy. Album dotarł do 94. miejsca listy Billboard 200 w Stanach Zjednoczonych sprzedając się w pierwszym tygodniu od premiery w nakładzie 4,1 tys.
15 września 2015 roku nakładem wytwórni muzycznej Kscope ukazał się trzeci album studyjny kwartetu zatytułowany Polaris. Materiał uplasował się na 120. miejscu amerykańskiej listy przebojów (Billboard 200) znalazłszy nieco ponad 5 tys. nabywców w przeciągu tygodnia od dnia premiery.

## Muzycy
| Obecny skład zespołu - Alec "Acle" Kahney – gitara prowadząca (od 2003) - Jay Postones – perkusja, instrumenty perkusyjne (od 2005) - James 'Metal' Monteith – gitara rytmiczna (od 2006) - Amos Williams – gitara basowa, wokal wspierający (od 2006) - Daniel Tompkins – wokal prowadzący (2009–2011, od 2014) |  | Byli członkowie zespołu - Julien Perier – wokal prowadzący (2004–2006) - Abisola Obasanya – wokal prowadzący (2006–2008) - Elliot Coleman – wokal prowadzący (2011–2012) - Ashe O'Hara – wokal prowadzący (2012–2014) |

## Dyskografia

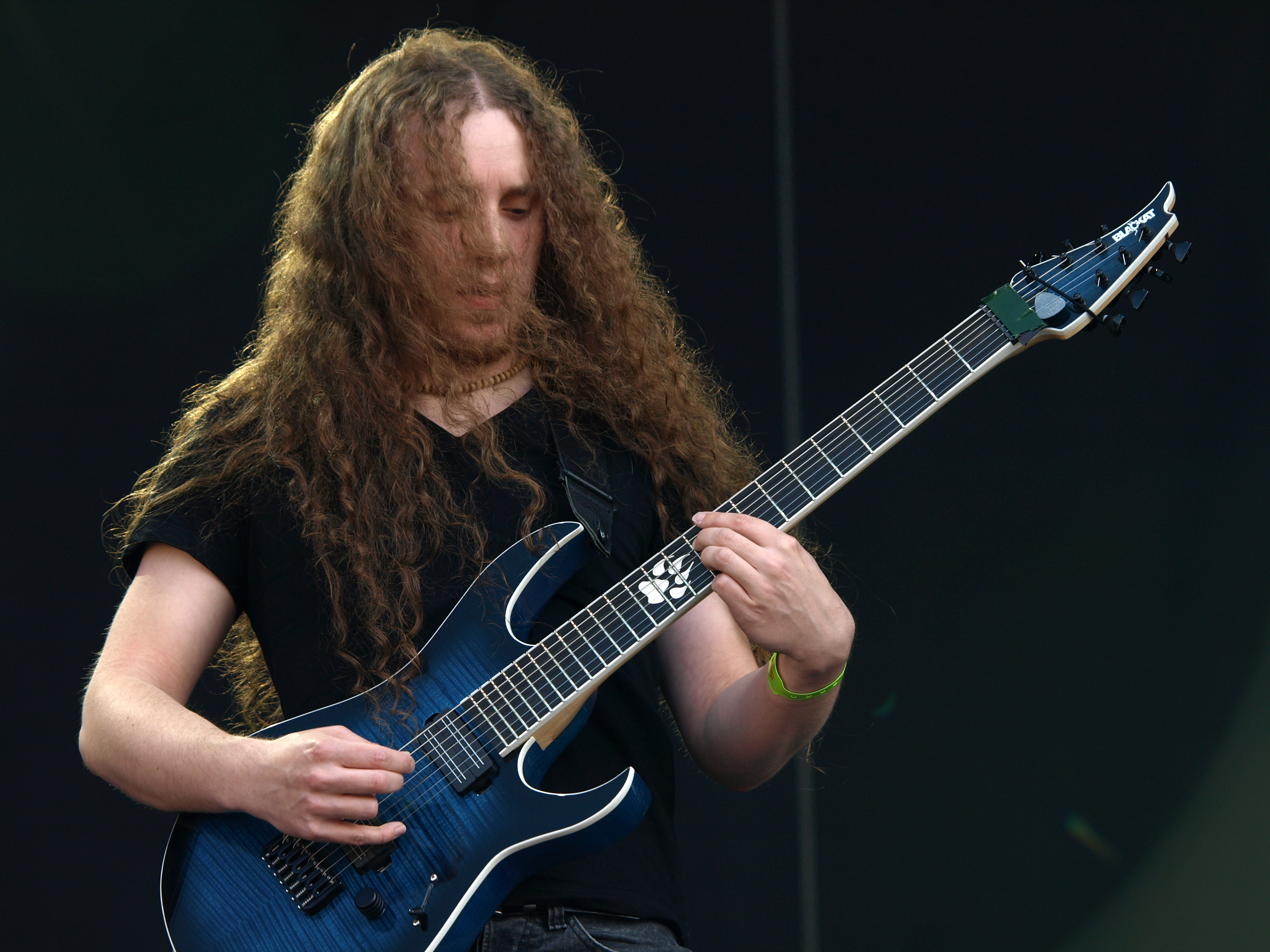
Alec "Acle" Kahney, 2013

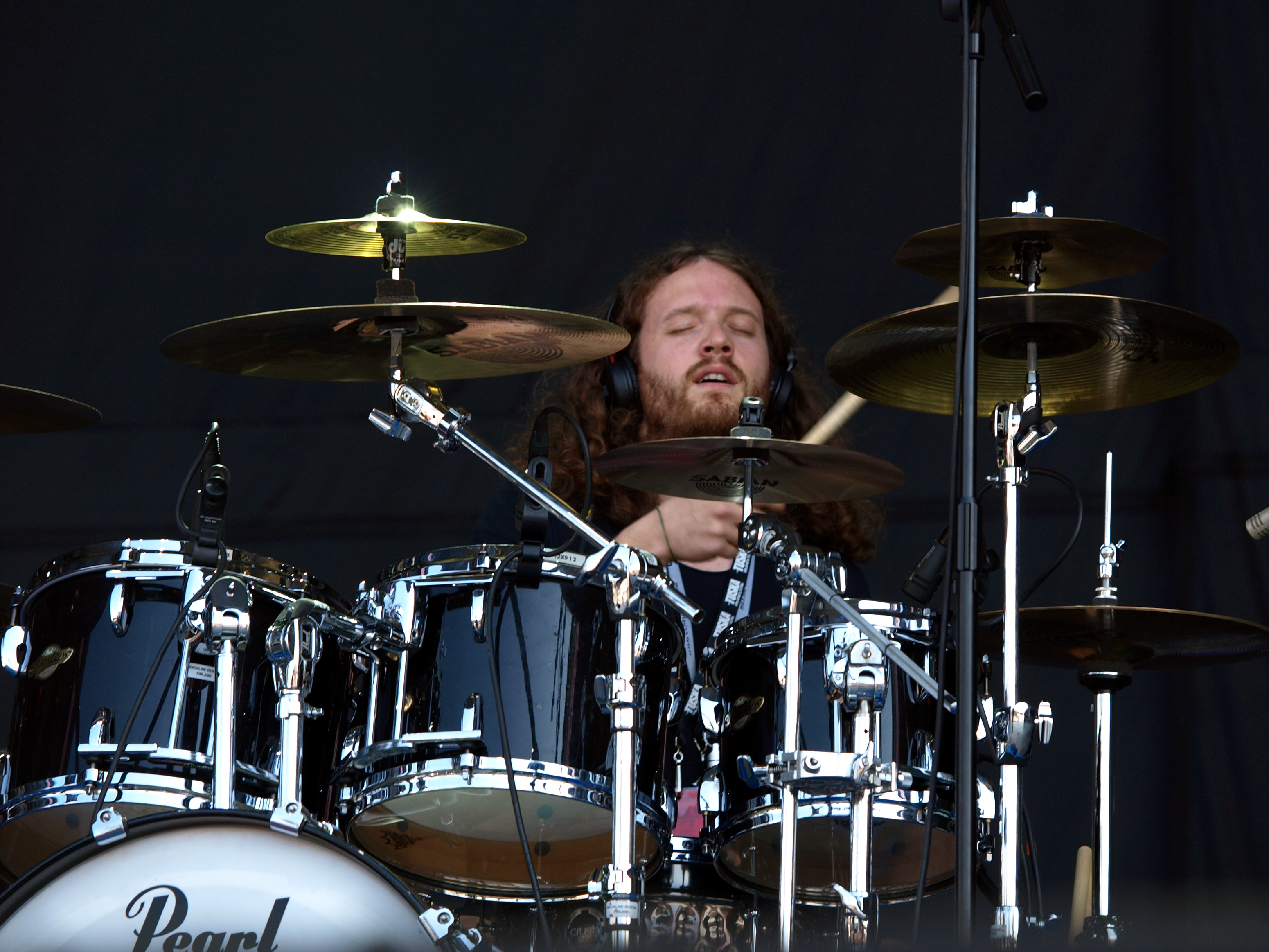
Jay Postones, 2013

Albumy studyjne
| One                         | - Data: 22 marca 2011 - Wydawca: Century Media Records | —   | —  | - USA: 1,5 tys.+          |
| Altered State               | - Data: 27 maja 2013 - Wydawca: Century Media Records  | 94  | —  | - USA: 4,1 tys.+          |
| Polaris                     | - Data: 15 września 2015 - Wydawca: Kscope             | 120 | 65 | - USA: 5,0 tys.+          |
| Sonder                      | - Data: 20 kwietnia 2018 - Wydawca: Kscope             | 198 | 62 | - brak oficjalnych danych |
| "—" album nie był notowany. |                                                        |     |    |                           |

Minialbumy
| Tytuł           | Dane dot. albumu                                              |
| --------------- | ------------------------------------------------------------- |
| Concealing Fate | - Data: 11 października 2010 - Wydawca: Century Media Records |
| Perspective     | - Data: 21 maja 2012 - Wydawca: Century Media Records         |

## Teledyski

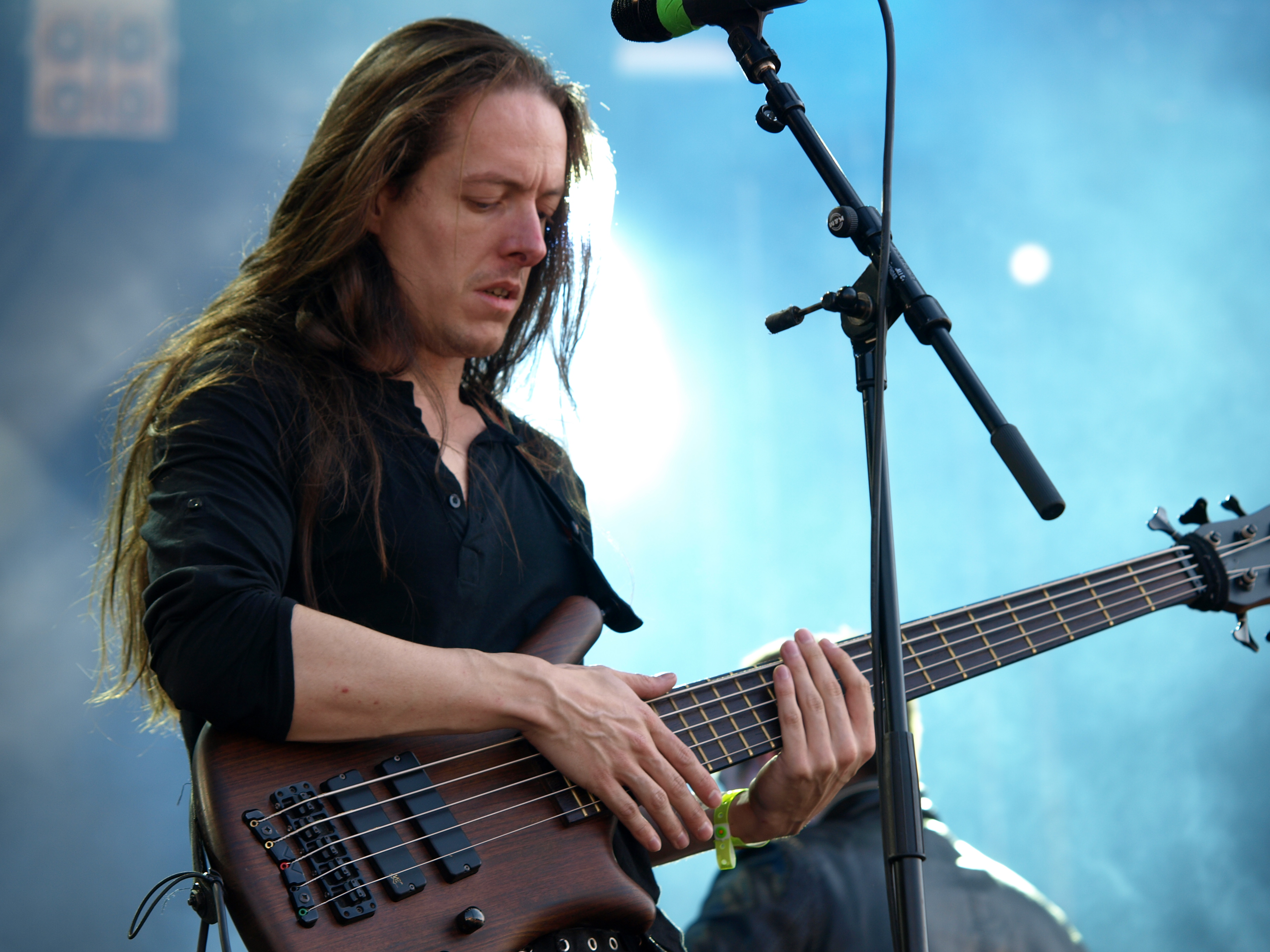
Amos Williams, 2013

| Tytuł                                | Rok  | Reżyseria           | Album           | Źródło |
| ------------------------------------ | ---- | ------------------- | --------------- | ------ |
| "Deception (Concealing Fate Part 2)" | 2010 | Khaled Lowe         | Concealing Fate | [ 3 ]  |
| "Nascent"                            | 2011 | Tim Fox             | One             | [ 3 ]  |
| "Eden 2.0"                           | 2011 | Ganesh Rao          | One             | [ 3 ]  |
| "Singularity"                        | 2013 | Horsie In The Hedge | Altered State   | [ 3 ]  |
| "Nocturne"                           | 2013 | Ben Thornley        | Altered State   | [ 3 ]  |
| "Of Matter"                          | 2014 | Tesseract           | Altered State   | [ 3 ]  |
| "Messenger" (Lyric Video)            | 2015 | —                   | Polaris         | [ 12 ] |
| "Survival"                           | 2015 | Pele Newel          | Polaris         | [ 13 ] |

## Nagrody i wyróżnienia
| Rok  | Kategoria     | Tytułem   | Nagroda                         | Nota      | Źródło |
| ---- | ------------- | --------- | ------------------------------- | --------- | ------ |
| 2011 | Best New Band | Tesseract | Metal Hammer Golden Gods Awards | Nominacja | [ 14 ] |
| 2016 | Best UK Band  | Tesseract | Metal Hammer Golden Gods Awards | Nominacja | [ 15 ] |